# Pośrednik HTTP
Pośrednik HTTP (ang. HTTP proxy) – serwer pośredniczący w przekazywaniu danych w sieci komputerowej z wykorzystaniem protokołu komunikacyjnego HTTP. W najbardziej typowym zastosowaniu używany jest w ramach usługi WWW, gdzie pośredniczy między przeglądarkami WWW i serwerami WWW.
Pośrednik HTTP stosowany jest w ramach sieciowej usługi buforowania, która działa podobnie do pamięci podręcznej (ang. cache) przeglądarki internetowej (stąd inna nazwa pośrednika HTTP: W3Cache). Polega to na przechowywaniu na bliższym serwerze (serwerze pośredniczącym) kopii strony internetowej i jej udostępnianiu zamiast informacji pobieranych z odległego serwera.
Ma to na celu zazwyczaj skrócenie czasu oczekiwania na załadowanie się strony (o ile połączenie z serwerem pośredniczącym jest lepsze niż z serwerem odległym) oraz zmniejszenie ruchu sieciowego w wynajmowanym odpłatnie kanale komunikacyjnym. Jeśli kilku użytkowników w sieci lokalnej korzysta z WWW poprzez takiego pośrednika i odwiedzają tę samą stronę, to wystarczy, że będzie ona pobrana tylko jeden raz z odległego serwera WWW.
Innym zastosowaniem pośredników HTTP jest blokowanie niepożądanej treści stron internetowych, np. bannerów z reklamami czy stron pornograficznych. Czasem używa się ich również do ukrycia adresu IP komputera, z którego następuje rzeczywiste połączenie.